# Lac Polette (Mékinac)
Pour les articles homonymes, voir Polette.
Le lac Polette est un plan d'eau douce situé dans le canton de Polette, dans le territoire non-organisé du Lac-Normand, dans la municipalité régionale de comté (MRC) de Mékinac, dans la région administrative de la Mauricie, au Québec, au Canada.
Depuis le milieu du XIXe siècle, la foresterie a été la principale activité économique du secteur, principalement à cause de ses essences d'arbre et de sa proximité avec la rivière Saint-Maurice, facilitant le transport des billes de bois par flottaison. Particulièrement au XXe siècle, les activités récréo-touristiques ont été mises en valeur. La surface du lac est généralement gelée de novembre à avril ; néanmoins, la période de circulation sécuritaire sur la glace est habituellement de la mi-décembre à la fin mars.

## Géographie
Le lac Polette est situé en territoire forestier du côté ouest de la rivière Saint-Maurice, dans le canton de Polette, dans la réserve faunique du Saint-Maurice. Le lac Sassamaskin est situé à 2,25 km au nord-est du Lac Polette.
Le bassin versant du lac Polette est relativement restreint à cause des montagnes de proximité tout autour qui marquent la ligne de partage des eaux. Les autres bassins versants voisins sont :
- côté ouest et nord : rivière Wessonneau ;
- côté sud : la décharge de trois petits lacs dont le lac Dévié ;
- côté sud-est : un ruisseau coulant vers le sud-est jusqu'à la rivière Saint-Maurice ;
- côté est : un ruisseau drainant le lac Long et le lac du Rocher, se dirigeant vers le sud-est jusqu'à la rivière Saint-Maurice ;
- côté nord-est : le versant du lac Sassamaskin.

L'embouchure du lac Polette est situé au nord-ouest au fond d'un détroit long d'environ 710 m. La décharge de 430 m se dirige vers le nord-ouest, pour aller se déverser sur la rive Est de la rivière Wessonneau.

## Toponymie
Cette désignation toponymique est interreliée à celui du canton qui évoque les œuvres de vie publique d'Antoine Polette (1807-1887), natif de Pointe-aux-Trembles (Neuville), dans Portneuf (municipalité régionale de comté). Il exerça la fonction de député de Trois-Rivières de 1848 à 1857. Il exercé comme membre du premier Conseil de l'instruction publique en 1859. Il a été nommé juge de la Cour supérieure en 1860. Par cette fonction, il a fait partie de la Commission royale chargée d'enquêter sur le scandale du Pacifique en 1873.
Le toponyme "lac Polette" a été officialisé le 5 décembre 1968 à la Banque des noms de lieux de la Commission de toponymie du Québec.